# Radka Stojanowa
Radka Jordanowa Stojanowa (bulgarisch Радка Йорданова Стоянова; * 7. Juli 1964 in Warna) ist eine ehemalige bulgarische Ruderin, die 1988 eine olympische Silbermedaille im Zweier ohne Steuerfrau gewann.
Bei den Junioren-Weltmeisterschaften 1980 belegte Stojanowa mit dem Vierer mit Steuerfrau den vierten und mit dem Achter den sechsten Platz. Drei Jahre später ruderte die 1,85 m große Stojanowa bei den Weltmeisterschaften 1983 mit dem gesteuerten Vierer auf den sechsten Platz. Wiederum drei Jahre später belegte sie im Vierer mit Steuerfrau den fünften Platz bei den Weltmeisterschaften 1986. Bei den Weltmeisterschaften 1987 erreichte sie mit dem bulgarischen Achter den sechsten Platz.
Zusammen mit Lalka Berberowa, die 1986 ebenfalls im Vierer mit Steuerfrau dabei war, trat Stojanowa bei den Olympischen Spielen 1988 in Seoul im Zweier ohne Steuerfrau an. Im zweiten Vorlauf erreichten die Bulgarinnen sechs Sekunden hinter den Rumäninnen Rodica Arba und Olga Homeghi als Zweite das Ziel. Im Hoffnungslauf siegten die Bulgarinnen vor dem US-Boot und zogen damit ins Finale ein. Das Finale gewannen die beiden Rumäninnen mit über dreieinhalb Sekunden Vorsprung vor den Bulgarinnen, weitere dreieinhalb Sekunden dahinter gewann das Boot aus Neuseeland die Bronzemedaille.